# Гютер, Макс
Макс Гютер (нем. Max Guther; род. 1992, Дармштадт, Гессен) — немецкий иллюстратор. Создавал иллюстрации для таких компаний, как Balenciaga, Esquire, GQ, The New York Times, The New Yorker, Wired и Zeit. В своих работах использует изометрическую перспективу. Известен своими «гиперреальными портретами повседневных стереотипов».

## Биография
С 2012 по 2017 изучал коммуникационный дизайн в Университете прикладных наук Майнца (Германия). После этого проходил стажировку в дизайн-студии Hort Архивная копия от 2 октября 2019 на Wayback Machine в Берлине.
Стиль Гютера основан на изометрических представлениях архитекторов и дизайнеров Баухауса, таких как Вальтер Гропиус и Герберт Байер. Он также цитирует миниатюрные таблицы Ролана Рейса и фотографов Давида Гомеса Маэстре и Марию Шварбову за использование цвета. Гютер утверждает, что выбрал изометрию, потому что благодаря ей «вы можете посмотреть вниз на то, что происходит сверху, и, таким образом, создать всевидящую наблюдательную позицию».
Изначально Гютер был увлечён архитектурой, но потом поменял своё направление, захотев использовать больше возможностей для творчества.

Нет смысла просто показывать красивые рисунки интерьеров. Я коммерческий иллюстратор — я хочу изучить тему и предмет материала, а затем добавить историю, которую рассказывает автор.Оригинальный текст (англ.)It doesn’t make sense to just show beautiful drawings of interiors. I’m a commercial illustrator and I want to explore the themes and subjects of an article, add to the story the writer is telling.

Для создания работ Гютер использует программы Photoshop, Illustrator и Blender. Перед редактированием он создает цифровые коллажи из фотографий и текстур.
Многие называют иллюстрации Гютера «гиперреальными симами» по аналогии с популярной компьютерной игрой The Sims. Сходство находится также и в темах, изображенных на работах. Обычно это повседневные бытовые ситуации — на работе, за обеденным столом или возле бассейна. Сам иллюстратор говорит, что никогда не подразумевал такой отсылки.
Проект It’s Nice That включил Гютера в двенадцать талантов, которые в 2018 году покорят мир.
В 2018 году он был включён в рейтинг Young Guns 16. Это международный конкурс портфолио, который каждый год отбирает тридцать лучших молодых представителей творческих профессий возрастом до 30 лет.

## Творчество

### 2019
- В марте Гютер создал иллюстрацию для американского издания The New Yorker. Она была прикреплена к материалу Франциско Канту (Francisco Cantú) «Когда граница становится стеной» (When the frontier becomes the wall) об исторических предпосылках к построению стены на границе США и Мексики. Рядом со смотрящим на современную стену человеком стояла повозка с лошадью. Тем самым, иллюстратор намекнул на суть статьи о том, что действие американских властей было неслучайным и ожидаемым.[4]
- В феврале Гютер начал сотрудничество с The New York Times, создав превью к статье о Netflix для обозревателя Фархада Манджу. Там он изобразил совершенно разных людей в разных бытовых ситуациях, но одинаково смотрящих что-то по телевизору.[13] Видимо, сотрудничество стало удачным, потому что затем немецкий иллюстратор получил заказ на большой спецпроект The New York Times под названием The Privacy Project, который подытожил результаты месячного исследования о том, как компании и государство следят за людьми через Интернет. На четырёх иллюстрациях Гютер в своём привычном повседневном стиле показал как люди пользуются устройствами, которые собирают данные: от ноутбуков и телефонов до медицинского оборудования и web-камер.[3] Одна из них стала титульной и появилась на первой полосе печатной версии газеты. Кроме этого он проиллюстрировал некоторые материалы, которые вошли в это исследование. Например, материал Майкла Квета о скрытом наблюдении в магазинах, кинотеатрах и спортивных залах, которое считывает ваше местоположение с помощью GPRS технологии и маяки Bluetooth. Гютер схематически изобразил технологию использования данных и отдельные фигуры пользователей устройств.[14]
- В 2019 году Гютер также принял участие в проекте Balenciaga под названием Loops. Это серия цикличных анимированных роликов на официальном канале бренда на Youtube. Каждый выпуск проиллюстрирован художником и включает в себя музыкальный микс, составленный онлайн-радиостанцией Rinse France. Гютер стал визуальным автором первого видео в серии, изобразив девушку, которая сушит волосы феном в одежде модного дома из коллекции весна-лето 2019.[15]

### 2018
- В ноябре немецкий иллюстратор создал превью для большого материала в The Atlantic об успехе детского Youtube-канала Chuchu родом из Индии. Гютер изобразил много детей с разным цветом кожи вокруг телевизора и ноутбука, а также главного героя мультфильмов — слона-единорога.[16]
- В октябре Гютер проиллюстрировал материал для The New York Times Magazine о книге Дона Нормана «Дизайн повседневных вещей». Автор статьи Хэл Сундт (Hal Sundt) цитировал автора книги, который утверждал, что если и должно быть что-то лёгкое в нашей жизни, то то двери. Однако, дизайнер постоянно приводит примеры, как люди усложняют работу дверей. Гютер поймал эту мысль и изобразил человека, который заперт в почти бесконечном пространстве дверей, обреченный на долгое скитание перед тем, как найдет выход.[17]
- В 2018 году в честь Чемпионата мира по футболу в России проект It’s Nice That попросил 9 художников проиллюстрировать связь футбола с творчеством. Гютер стал одним из них. Как и любой немецкий болельщик, он непросто справился с тем, что Германия не прошла групповой этап. Поэтому он изобразил машину, которая была усеяна немецким триколором. Флаг был везде — на капоте, на дисках, на одежде водителя и даже рукоятка фонарика на панели была украшена национальными цветами Германии.[18]
- В 2018 году проиллюстрировал обложку нового журнала о цифровом обществе Rom, где изобразил все основные темы второго выпуска.[19]
- В 2018 проиллюстрировал обложку и главный материал журнала Uni Spiegel о том как дружба важна и сложна одновременно, а также как она меняется с возрастом и обстоятельствами.[20]
- В 2018 году Гютер создал серию работ в Esquire для иллюстрирование материала о коворкинге We Work, который оценивается в 20 миллиардов долларов.[2] В русской версии журнала так же использовались его решения.[21]

### 2017
- В 2017 году создал серию иллюстраций «Сейчас и скоро» (Now and Soon), где изобразил современные тренды — любителей селфи, фитнеса и велосипедов.[9] По словам автора, «эти работы не только дают представление о текущих социальных событиях, но в то же время создают впечатление о разнообразных темах, с которыми мы сталкиваемся как иллюстраторы и дизайнеры в нашей профессиональной жизни».[22]
- В апреле 2017 года Гютер сотрудничает с британским Wired и создаёт иллюстрацию к материалу «Роботы как дети — когда они учатся у нас, они начинают учить себя» (Robots are like babies — as they learn from us they start teaching themselves). В нём Том Вандербильт рассказывает об умении искусственного интеллекта прогнозировать.[5]
- В 2016 году создал серию иллюстраций «Посади гору» (Plant A Mountain) для журнала Fount Magazine. Иллюстратор визуализировал ключевые слова, которые описывают творческий процесс: пробовать, терпеть неудачи, набираться смелости и заново учиться.[7]